# 柯樂博
柯樂博，（Oliver Edmund Clubb，1901年2月16日—1989年5月9日），美國外交官，政治學家。他於1947-1950年任美國駐北平總領事，1950-1952年任國務院中國事務辦公室主任。1951年在麥卡錫主義時期他面臨“不忠”指控被停職，1952年上訴成功，但他仍從國務院辭職。

## 生平
柯樂博於1901年2月16日出生在美國明尼蘇達州南方公園，1927年獲得明尼蘇達大學學士學位。1928年起在美國國務院任外交官，曾擔任駐北平總領事。
1950年1月，解放軍開進北京東交民巷，北京市軍管會正式徵用美、法、荷等國設在東交民巷的兵營，由於中華人民共和國當時與美國沒有外交關係，不承認他是總領事，他與中华人民共和国交涉無果，4月底離境回國。

## 家庭
曾任美國駐韓大使、美國駐中華民國（台北）大使館副館長的中國通來天惠是他的女婿。

## 著作
美國胡佛研究所圖書檔案館收藏了柯樂博檔案。

### 書籍
- 20th Century China[9]
- Communism in China, as Reported from Hankow in 1932[10]
- China & Russia: The "Great Game"[11]
- The Witness and I[12]

### 論文
- Chiang Kai-shek's Waterloo: The Battle of the Hwai-Hai[13]，中譯〈蔣介石的滑鐵盧──一位美國外交官筆下的徐蚌會戰（淮海戰役）〉[14]
- Manchuria in the Balance, 1945-1946[15]
- China's Position in Asia[16]

## 外部連結
- Oral History Interview with O. Edmund Clubb （页面存档备份，存于）. Harry Truman Library.